# Friðrik Guðmundsson (Leichtathlet)
Friðrik Jens Guðmundsson (* 9. November 1925 in Reykjavík; † 16. April 2002 ebenda) war ein isländischer Leichtathlet.

## Werdegang
Friðrik Guðmundsson war bei der Eröffnungsfeier der Olympischen Sommerspiele 1952 Fahnenträger der isländischen Mannschaft. Im Diskuswurf-Wettkampf belegte er den 22. Platz.